# Шишаки (Шептицький район)
Шишаки́ —  село в Україні, в Шептицькому районі Львівської області. Населення становить 240 осіб. 

## Населення

### Мова
Розподіл населення за рідною мовою за даними перепису 2001 року:
| Мова       | Кількість | Відсоток |
| ---------- | --------- | -------- |
| українська | 240       | 100%     |